# بريد أندونيسيا

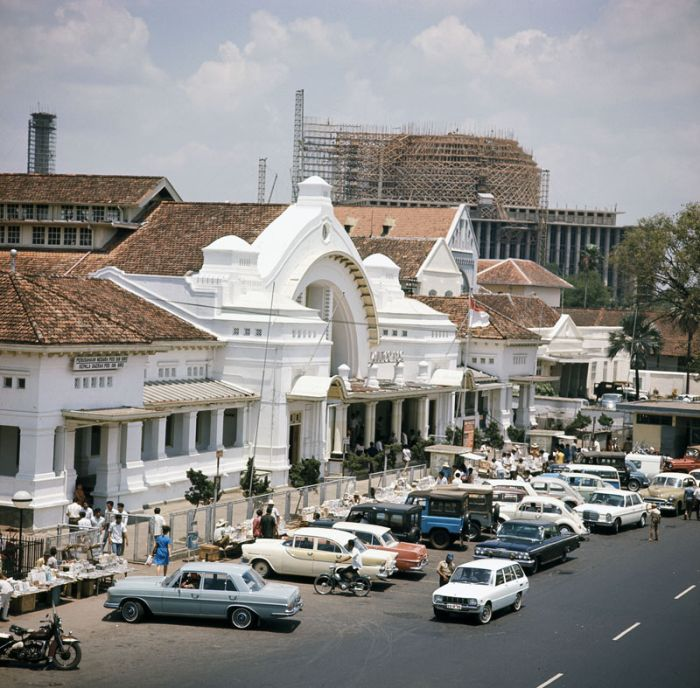
مكتب بريد جاكرتا الإقليمي ، 1971

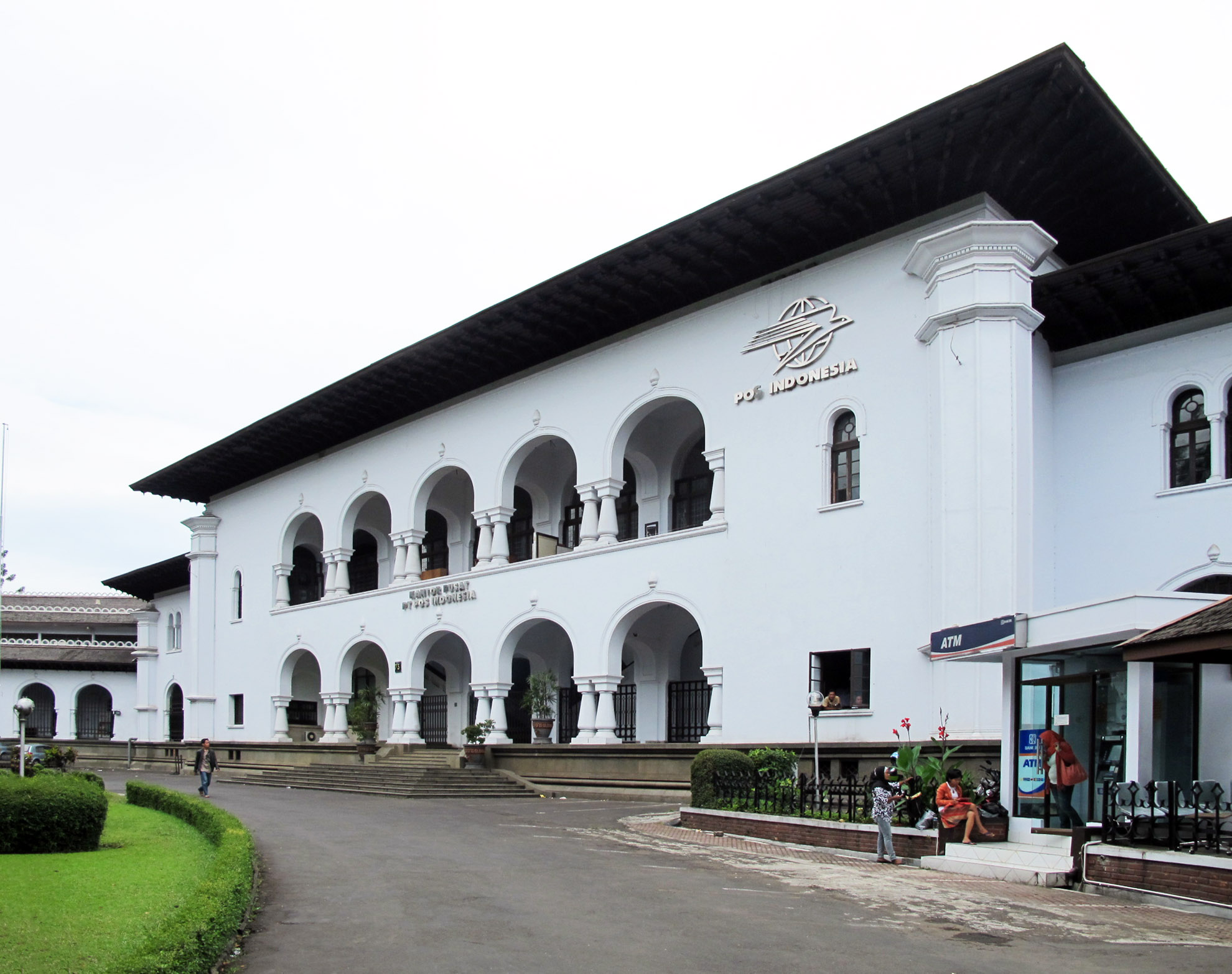
مقر بوس اندونيسيا في باندونغ ؛ بنيت في وقت واحد مع جيدونج سات

بريد أندونيسيا هي شركة مملوكة للدولة مسؤولة عن تقديم الخدمات البريدية في إندونيسيا. تم تأسيسها بالهيكل الحالي في عام 1995 وتعمل الآن 11 شعبة إقليمية.

## روابط خارجية
- موقع Pos Indonesia الرسمي (بالإندونيسية)
- EMS بوس اندونيسيا الموقع الرسمي